# Billy Barman
Billy Barman je slovenská alternativní rocková skupina z Bratislavy. Založili ji v roce 2008 zpěvák Juraj Podmanický a kytarista Jozef Vrábel.
Kapela vydala pět studiových alb – Noční jazdci, Modrý jazyk, Dýchajúce obrazy, Zlatý vek a Galéria duševného zdravia.
Skupina získala 7 ocenění Radio Head Awards od Rádio FM.

## Diskografie
- Noční jazdci (2010, Gregor Agency – G.A. Records)
- Modrý jazyk (2013, Pavian Records)
- Dýchajúce obrazy (2016, Slnko records)
- Potichu (2018, Slnko Records) – živé album[4]
- Zlatý vek (2020, Slnko Records)[5]
- Galéria duševného zdravia (2024, Slnko Records)[6]

## Členové

### Současní členové
- Juraj Podmanický – zpěv, kytara
- Jozef Vrábel – zpěv, kytara
- Laura Jašková – basová kytara
- Jakub Tvrdík – klávesy
- Matej Ruman – bicí

### Bývalí členové
- Peter Teo Heriban – bicí
- Juraj Labaj – basová kytara